# Francisco Martínez de la Rosa
Francisco Martínez de la Rosa (født 10. marts 1787, død 7. februar 1862) var en spansk dramatiker, litteraturteoretiker og politiker, der var Spaniens premierminister i en årrække. 